# Senecio Memmius Afer
Senecio Memmius Afer war ein im 1. Jahrhundert n. Chr. lebender römischer Politiker.
Durch eine Inschrift ist belegt, dass Afer Statthalter in zwei Provinzen war: zunächst war er Legatus Augusti pro praetore in Gallia Aquitania und danach Proconsul in Sicilia; er dürfte diese Statthalterschaften von 94/95 bis 97/98 ausgeübt haben. Durch ein Militärdiplom, das auf April oder Mai 99 datiert ist, ist belegt, dass Afer 99 zusammen mit Publius Sulpicius Lucretius Barba Suffektkonsul war. Das Konsulnpaar ist durch eine weitere Inschrift belegt. Durch ein Fragment der Fasti Feriarum Latinarum sind sie noch für den 28. Juni als Konsuln nachgewiesen; die beiden übten ihr Amt daher entweder von April bis Juni oder von Mai bis Juni aus.
Afer war in der Tribus Galeria eingeschrieben.